# Kora (Waffe)
Das Kora (auch Cora oder Khora) ist ein schweres Hiebschwert aus Nepal.

## Geschichte
Das Kora wurde in Nepal entwickelt. Es ist dazu gedacht, Kettenhemden und Rüstungen zu durchschlagen.

## Beschreibung
Das Kora besitzt eine breite, vom Heft (Griff) an leicht gebogene Klinge. Ab dem zweiten Drittel verläuft die Biegung stärker nach oben. Die Klinge ist einschneidig und etwa 50 cm lang. Die konkave Seite der Klinge ist scharf. Der Ort (Spitze) ist breit und hat in etwa das Aussehen eines „Entenfußes“. An der Ortspitze ist der Kora etwa 11 cm breit. Über die ganze Klinge verläuft ein starker Mittelgrat, weshalb das Kora aussieht, als hätte es einen Hohlschliff (fälschlich Blutrinne).
Der Heft ist meist aus Metall gefertigt. Das Parier und der Knauf sind meist scheibenförmig mit einer Kugel als Heftabschluss. Die Scheiden bestehen aus Leder. Es gibt zwei Arten Scheiden für den Kora:
1. Die Scheide ist der Klingenform angepasst. Auf einer Seite der Scheide sitzen Knöpfe, damit man die Scheide zum Ziehen des Schwertes aufknöpfen kann (siehe Zeichnung). Das Kora wird nicht gezogen, sondern „ausgeklappt“.
2. Die Scheide ist übergroß und gleicht eher einer Tragetasche.

Das Merkmal jedes Kora ist das Symbol eines Auges oder eines anderen buddhistischen Symbols, das auf jeder Klingenseite eingelegt (Tausia) ist. Es gibt noch eine weitere Version des Kora mit einer längeren, weitaus leichteren Klinge.